# Liste der Biografien/Brah
Liste der Biografien |
Portal Biografien |
Personensuche
# |
A |
B |
C |
D |
E |
F |
G |
H |
I |
J |
K |
L |
M |
N |
O |
P |
Q |
R |
S |
T |
U |
V |
W |
X |
Y |
Z |
?
 
Ba |
Be |
Bd |
Bg |
Bh |
Bi |
Bj |
Bl |
Bm |
Bn |
Bo |
Br |
Bs |
Bu |
Bw |
By |
Bz
 
Bra |
Brc |
Brd |
Bre |
Brg |
Bri |
Brj |
Brk |
Brl |
Brn |
Bro |
Brp–Brt |
Bru |
Brv |
Bry |
Brz
 
Braa |
Brab |
Brac |
Brad |
Brae |
Braf |
Brag |
Brah |
Brai |
Braj |
Brak |
Bral |
Bram |
Bran |
Brao |
Braq |
Brar |
Bras |
Brat |
Brau |
Brav |
Braw |
Brax |
Bray |
Braz
Die Liste der Biografien führt alle Personen auf, die in der deutschsprachigen Wikipedia einen Artikel haben. Dieses ist eine Teilliste mit 71 Einträgen von Personen, deren Namen mit den Buchstaben „Brah“ beginnt.

## Brah
- Brah, Mahamane (* 1944), nigrischer Politiker und Diplomat

### Braha
- Braham, Henry (* 1965), britischer Kameramann
- Braham, John (1774–1856), englischer Opernsänger (Tenor)
- Braham, Joseph (1909–1945), belgischer römisch-katholischer Geistlicher und Märtyrer
- Braham, Matthew, britischer Philosoph
- Braham, Najeh (* 1977), tunesischer Fußballspieler und -trainer
- Braham, Randolph L. (1922–2018), US-amerikanischer Holocaustforscher
- Brahana, Henry Roy (1895–1972), US-amerikanischer Mathematiker
- Brahana, Thomas Roy (1926–2021), US-amerikanischer Mathematiker
- Braharu, Maksym (* 2002), ukrainischer FußballspielerMaksym Braharu (* 2002)

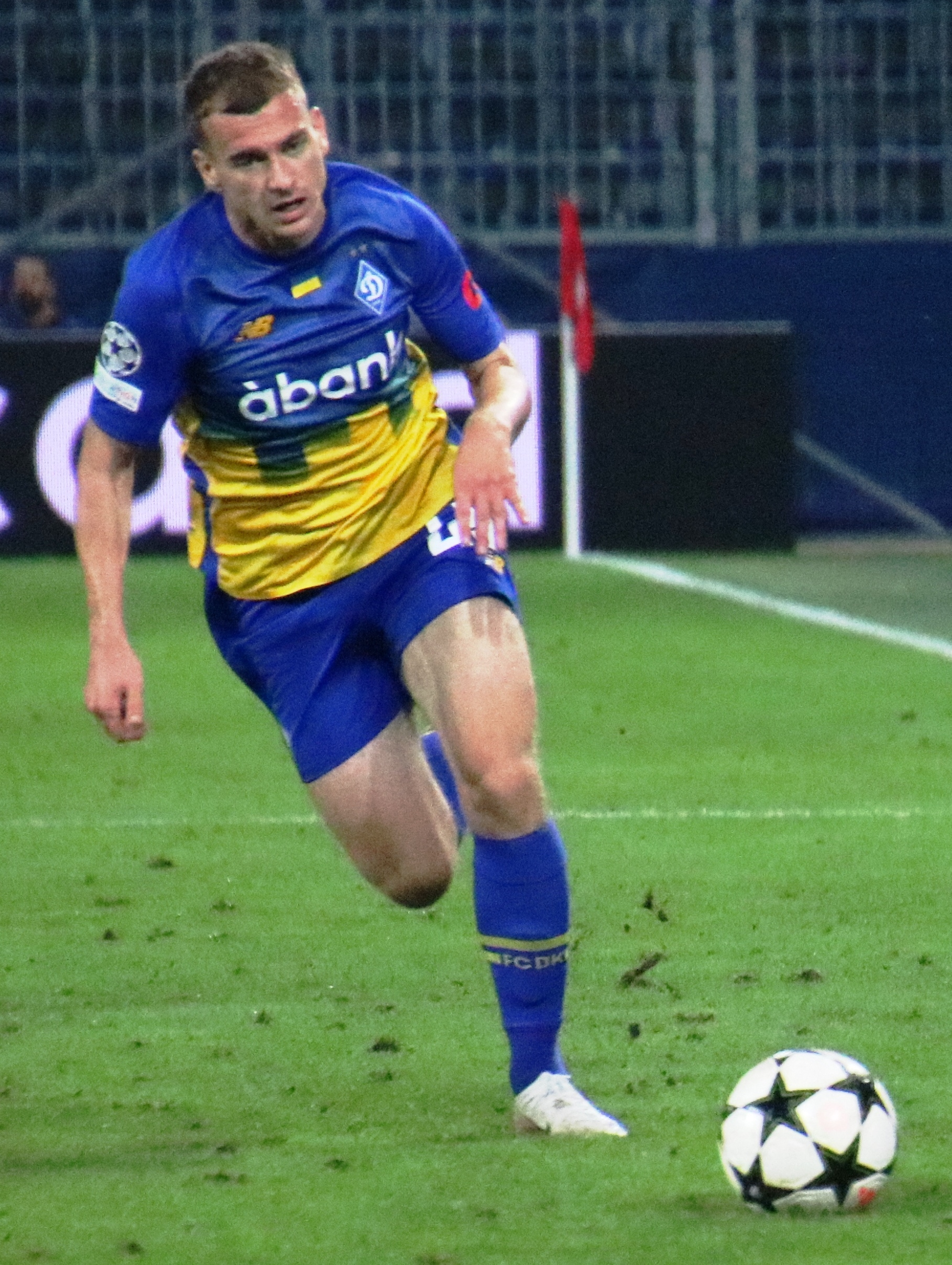
Maksym Braharu (* 2002)

### Brahd
- Brahde, Johann Gottlieb, Orgel- und Instrumentenbauer in Pförten in der Niederlausitz

### Brahe
- Brahe, Ebba (1596–1674), schwedische Hofdame und Geschäftsfrau
- Brahe, Joakim († 1520), schwedischer Reichsrat
- Brahe, Karen (1657–1736), dänische Adlige und Stifterin
- Brahe, Magnus Fredrik (1756–1826), schwedischer Graf
- Brahe, Margareta (1603–1669), schwedische Gräfin und Erbin
- Brahe, Per der Ältere (1520–1590), schwedischer Reichsdrost und Graf zu Visingsborg
- Brahe, Per, der Jüngere (1602–1680), schwedischer Staatsmann
- Brahe, Sophie (1559–1643), dänische Astronomin, Schwester von Tycho Brahe
- Brahe, Tycho (1546–1601), dänischer AstronomTycho Brahe (1546–1601)

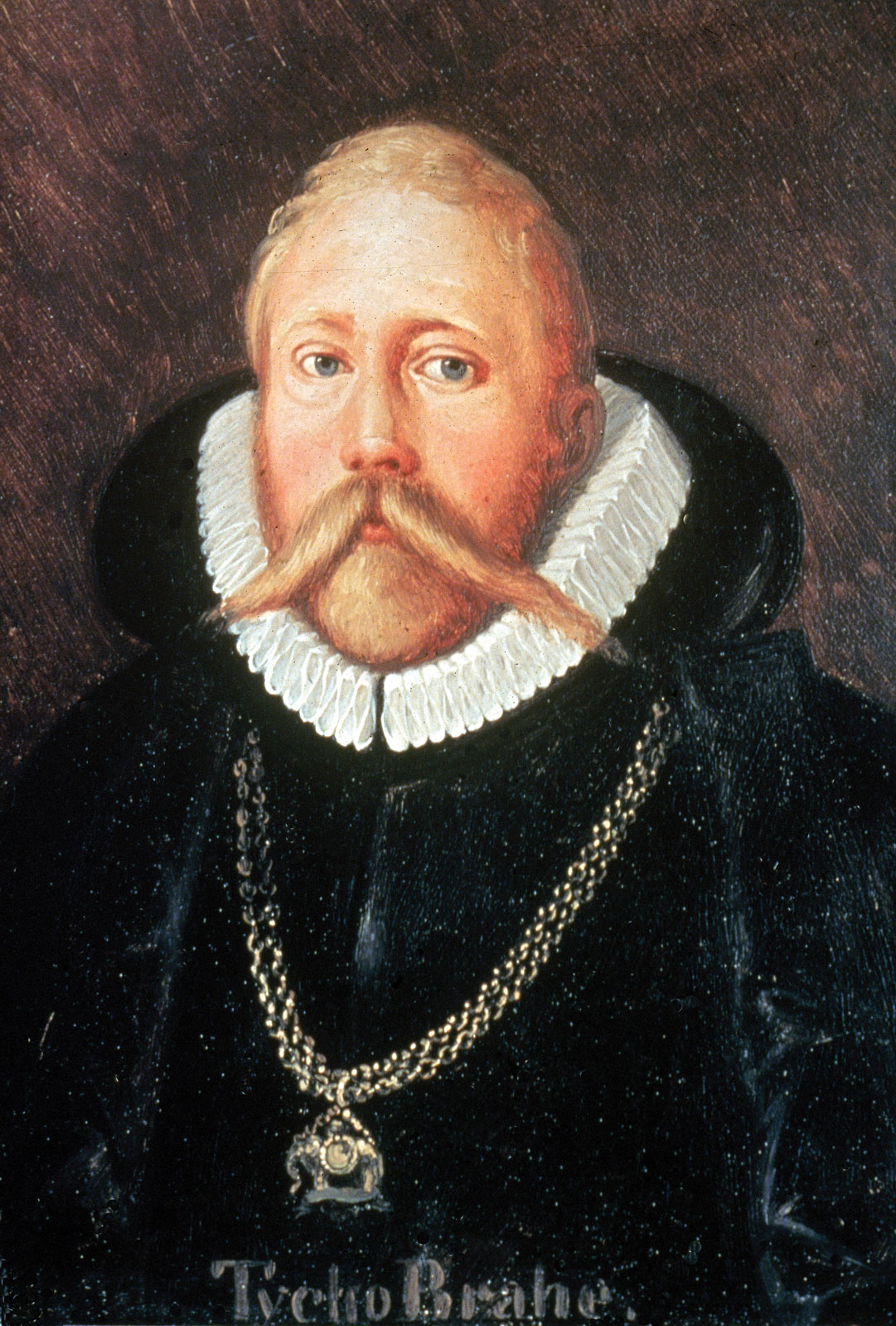
Tycho Brahe (1546–1601)

- Brahem, Anouar (* 1957), tunesischer Oud-Spieler und Komponist

### Brahi
- Brahier, André (1931–1985), Schweizer Architekt, Maler, Plastiker, Segellehrer und Entwicklungshelfer
- Brahier, Gaston (1927–2014), Schweizer Politiker (FDP)
- Brahier, Marie-Marthe (1672–1759), Schweizer Oberin
- Brahim, Aziza (* 1976), sahrauische Sängerin und Schauspielerin
- Brahimaj, Edmond, albanischer Geistlicher und weltweites Oberhaupt des Sufiordens der Bektaschi
- Brahimi, Abdelhamid (1936–2021), algerischer Politiker
- Brahimi, Billal (* 2000), französisch-algerischer Fußballspieler
- Brahimi, Lakhdar (* 1934), algerischer Politiker
- Brahimi, Mërgim (* 1992), kosovarisch-albanisch-schweizerischer Fußballspieler
- Brahimi, Mohamed (* 1998), französischer Fußballspieler
- Brahimi, Saïd (1931–1997), algerisch-französischer Fußballspieler und -trainer
- Brahimi, Yacine (* 1990), algerisch-französischer Fußballspieler

### Brahj
- Brahja, Shqiponja (* 1973), albanische Gewichtheberin

### Brahl
- Brähler, Elmar (* 1946), deutscher Medizinischer Psychologe und Soziologe

### Brahm
- Brahm, Ajahn (* 1951), buddhistischer MönchAjahn Brahm (* 1951)

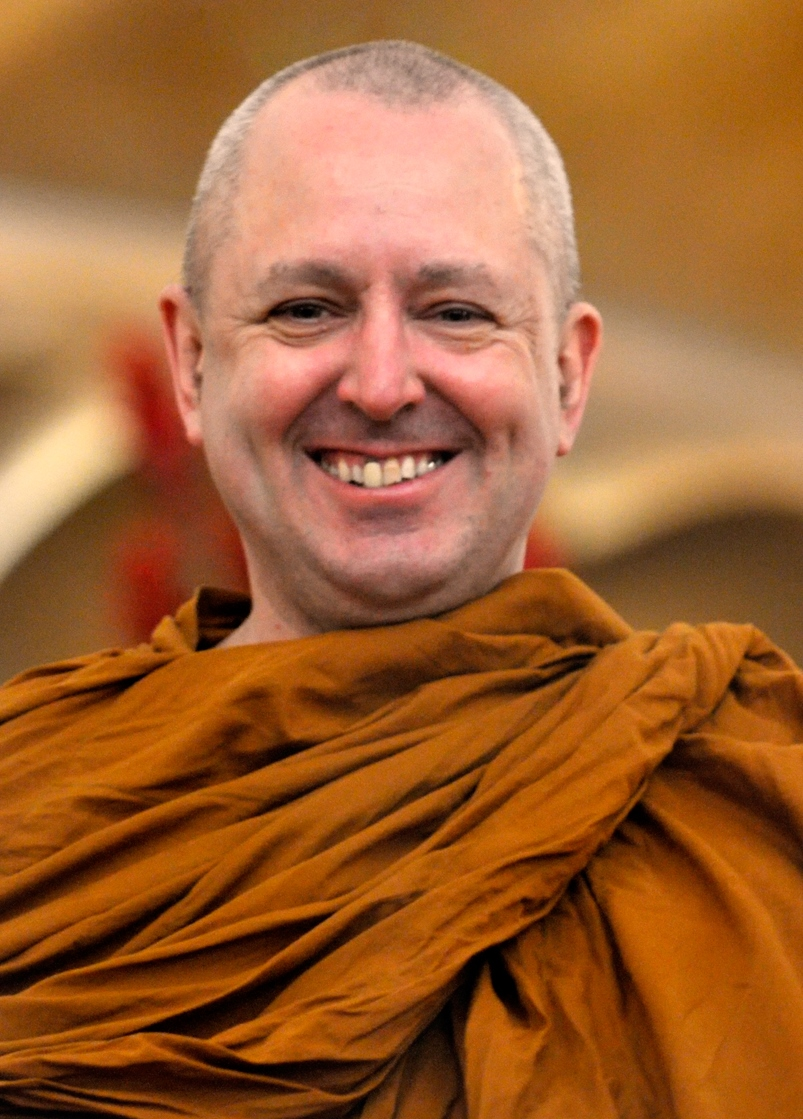
Ajahn Brahm (* 1951)

- Brahm, Heinz (1935–2019), deutscher Politologe und Historiker
- Brahm, Javiera (* 1995), chilenische Leichtathletin
- Brahm, Johann Wilhelm Gerhard von (* 1718), deutscher Kartograph, Ingenieur und Mystiker
- Brahm, John (1893–1982), deutscher Regisseur und Schauspieler
- Brahm, Ludwig (1862–1926), deutscher Theaterschauspieler
- Brahm, Nikolaus Joseph (1754–1821), deutscher Jurist und Entomologe
- Brahm, Otto (1856–1912), deutscher Kritiker, Theaterleiter und Regisseur
- Brahm, Robert (* 1956), deutscher katholischer Geistlicher, Weihbischof in Trier
- Brahm, Terry (* 1962), US-amerikanischer Mittel- und Langstreckenläufer
- Brahm, Thomas Peter (* 1964), deutscher Manager in der Versicherungswirtschaft
- Brahmachari, Lokenath († 1890), bengalischer spiritueller Meister und Yogi
- Brahmagupta (* 598), indischer Mathematiker und Astronom
- Brahmana, Radjakarina († 2011), indonesischer Beamter
- Brahmananda Saraswati (1870–1953), Religionsführer des Sanatana Dharma
- Brahmanis, Edijs (* 1983), lettischer Eishockeyspieler
- Brahmann, Simone (* 1961), deutsche Schauspielerin
- Brahmann, Willy (* 1915), deutscher Tontechniker bei Film und Fernsehen
- Brähmer, Gerda (* 1926), deutsche Grafikerin und Illustratorin
- Brähmer, Jürgen (* 1978), deutscher Boxer
- Brahmi, Azzedine (* 1966), algerischer Hindernisläufer
- Brahmi, Mohamed (1955–2013), tunesischer Politiker
- Brahmia, Farez (* 1990), französisch-algerischer Fußballspieler
- Brähmig, Bernhard (1822–1872), deutscher Komponist, Musiker und Organist
- Brähmig, Horst-Dieter (1938–2017), deutscher Kommunalpolitiker (PDS)
- Brähmig, Klaus (* 1957), deutscher Politiker (CDU), MdB
- Brahms, Albert (1692–1758), deutscher Landwirt, Deichrichter und Deichbaupionier und -experte
- Brahms, Hero (* 1941), deutscher Industriemanager
- Brahms, Iris, deutsche Kunsthistorikerin
- Brahms, Johannes (1833–1897), deutscher Komponist, Pianist und DirigentJohannes Brahms (1833–1897)

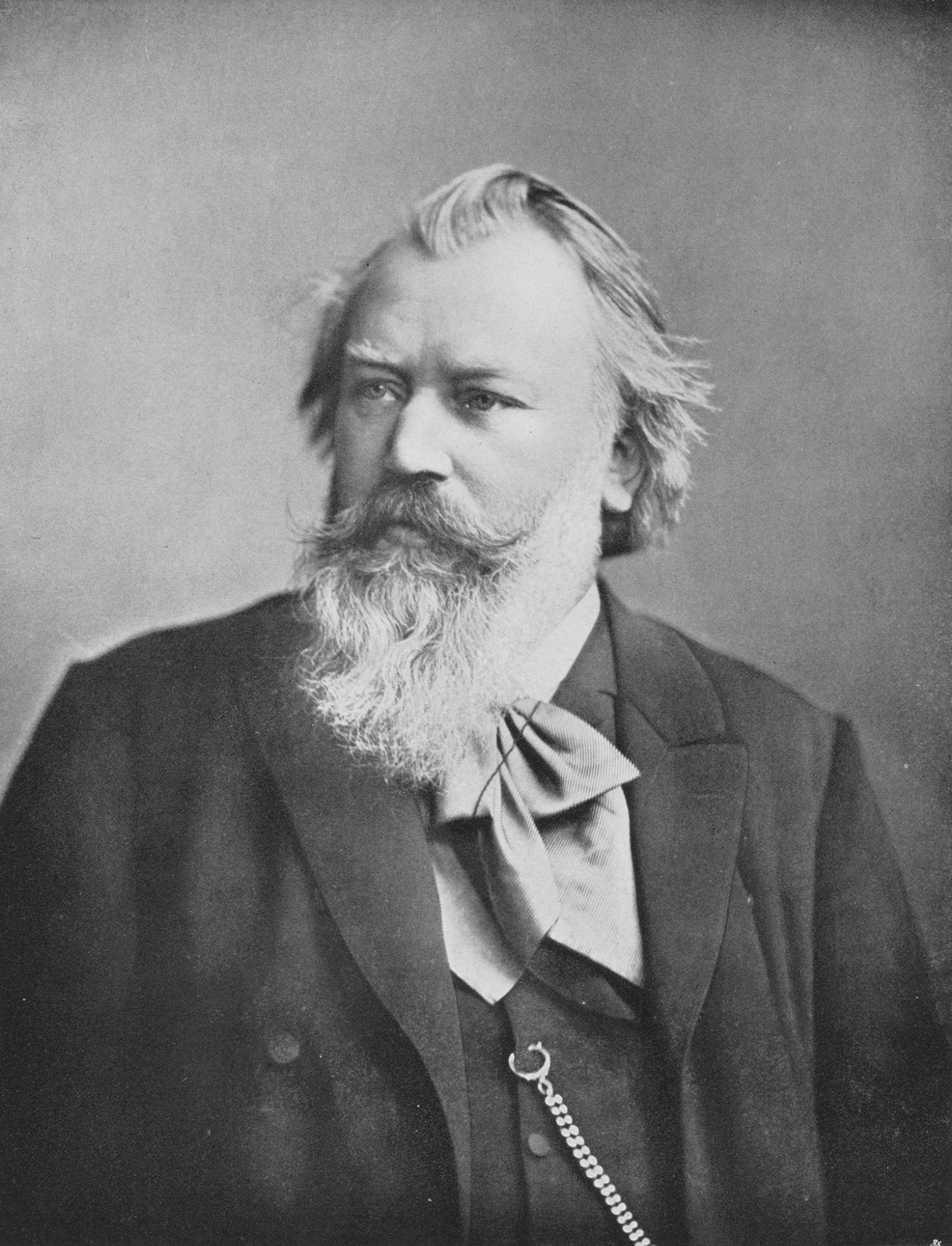
Johannes Brahms (1833–1897)

- Brahms, Renke (* 1956), deutscher evangelischer Theologe
- Brahms, Sara (* 1978), englisch-deutsche Sängerin
- Brahms, Wilhelm (1880–1966), deutscher Admiralarzt der Kriegsmarine
- Brahmstaedt, Franz (1877–1919), deutscher Bildhauer

### Brahn
- Brahn, Jean (1899–1960), deutscher Schauspieler
- Brahn, Max (1873–1944), deutscher Psychologe